# 米兰多波利斯
米兰多波利斯是巴西圣保罗州的一个市镇。总面积918.269平方公里，总人口25867人，人口密度28.2人/平方公里。